# Alpha.
Alpha. és una pel·lícula dramàtica d'aventures neerlandesa del 2024 escrita i dirigida per Jan-Willem van Ewijk. La pel·lícula es va estrenar a la secció Giornate degli Autori del 81è Festival Internacional de Cinema de Venècia, en què va guanyar el premi Label Europa Cinemas. S'ha subtitulat al català.
La pel·lícula també va guanyar el premi a la millor pel·lícula del concurs Coop! al Festival de Cinema d'Ostende de 2025.